# Тафоксенус гігантський
Тафоксенус гігантський, тафоксен гігантський, тафоксенус великий (Taphoxenus gigas) — вид жуків родини турунів (Carabidae).

## Поширення
Рідкісний вид. Поширений у степовій зоні Східної Європи, Казахстану та на заході Монголії. Ареал виду простягається від півдня Молдови до Південного Сибіру. В Україні поширений в південних областях та у Степовому Криму. Скорочення чисельності можливе через розорювання цілини та використання пестицидів.

## Опис
Жук завдовжки 23-35 мм, одноманітного чорного забарвлення. Надкрила яйцеподібні з виразними борозенками. Крила скорочені. Має добре виражену виїмку по внутрішньому краю передніх гомілок, витягнуте тіло і велику голову з відносно невеликими очима і великими, подовженими мандибулами.

## Спосіб життя
Живе у цілинних сухих степах і напівпустелях з розрідженою рослинністю. Одиничні екземпляри випадково заходять на поля, городи, в сади. Імаго траплється з початку червня до кінця вересня. Активний нічний хижак. Вдень ховається в норах степових гризунів, під камінням, у подах балок, на
солонцях. Вночі живиться личинками та імаго наземних комах, дощовими хробаками і молюсками. Зареєстровані випадки поїдання
новонароджених мишоподібних гризунів. Дорослі жуки можуть жити до півтора року. Зимує імаго.